# Rafael Sandoval Sandoval
Rafael Sandoval Sandoval MNM (* 4. Oktober 1947 in Guáscaro Michoacán) ist ein mexikanischer Ordensgeistlicher und emeritierter römisch-katholischer Bischof von Autlán.

## Leben
Rafael Sandoval Sandoval besuchte das Kleine Seminar in Zamora de Hidalgo. Anschließend trat er der Ordensgemeinschaft der Misioneros de la Natividad de María bei und studierte Philosophie und Katholische Theologie am Priesterseminar in León. Am 2. Juli 1974 empfing er in der Kathedrale von León durch den Apostolischen Delegat in Mexiko, Erzbischof Mario Pio Gaspari, das Sakrament der Priesterweihe.
Nach der Priesterweihe war Rafael Sandoval Sandoval zunächst als Pfarrer der Pfarrei Ascensión in Chihuahua tätig. 1979 wurde er für weiterführende Studien nach Rom entsandt. Nach der Rückkehr in seine Heimat im Jahr 1980 wirkte Rafael Sandoval Sandoval bis 1984 als Pfarrer der Kathedrale Medalla Milagrosa in Nuevo Casas Grandes. Zudem fungierte er von 1983 bis 1987 als Generalvikar der Territorialprälatur Nuevo Casas Grandes. Von 1984 bis 1985 absolvierte er in Bogotá einen Kurs im Bereich Pastoralplanung. 1988 setzte er seine Studien in Rom fort und erwarb an der Päpstlichen Fakultät Teresianum ein Lizenziat im Fach Spirituelle Theologie. Anschließend war Rafael Sandoval Sandoval Spiritual am Priesterseminar der Misioneros de la Natividad de María. Von 1994 bis 1999 fungierte er als Generalsuperior seiner Ordensgemeinschaft. Ab dem Jahr 2000 war er Pfarrer der Pfarrei San Benito Abad in San Nicolás de los Garza und ab Mai 2004 zusätzlich Dechant des Dekanats San Juan Bautista im Erzbistum Monterrey.
Papst Johannes Paul II. ernannte ihn am 4. Januar 2005 zum Bischof von Tarahumara. Der Kardinalpräfekt der Kongregation für die Evangelisierung der Völker, Crescenzio Sepe, spendete ihm am 9. März desselben Jahres auf dem Gelände des Gimnasio Municipal in Guachochi die Bischofsweihe; Mitkonsekratoren waren Norberto Kardinal Rivera Carrera, Erzbischof von Mexiko, und José Fernández Arteaga, Erzbischof von Chihuahua. Sein Wahlspruch Se anonadó á sí mismo („Er entäußerte sich“) stammt aus dem Philipperhymnus (Phil 2,7 ).
Papst Franziskus bestellte ihn am 23. November 2015 zum Bischof von Autlán. Die Amtseinführung fand am 21. Januar des folgenden Jahres statt.
Am 7. Februar 2024 nahm Papst Franziskus das altersbedingte Rücktrittsgesuch von Rafael Sandoval Sandoval an.